# Вайда, Аттила
А́ттила Ша́ндор Ва́йда (венг. Vajda Attila Sandór; 17 марта 1983, Сегед) — венгерский гребец-каноист, выступает за сборную Венгрии начиная с 2004 года. Олимпийский чемпион, трижды чемпион мира, дважды чемпион Европы, многократный победитель и призёр первенств национального значения, бронзовый призёр I Европейских игр 2015 года.

## Биография
Аттила Вайда родился 17 марта 1983 года в городе Сегед, медье Чонград. Активно заниматься греблей начал в возрасте четырнадцати лет, по примеру старшего брата выбрал каноэ. Проходил подготовку в местных спортивных клубах «Вашуташ» и «Демас-Сегед», тренировался на сегедском гребном канале под руководством тренера Виктора Вецши. Среди юниоров в 2000 году совместно с напарником Мартоном Йообом в километровой гонке двухместных экипажей выигрывал чемпионат Европы во Франции, затем в 2002 году в той же дисциплине они были серебряными призёрами на молодёжном европейском первенстве в Хорватии.
Первого серьёзного успеха на взрослом международном уровне добился в 2004 году, когда попал в основной состав венгерской национальной сборной и благодаря череде удачных выступлений удостоился права защищать честь страны на летних Олимпийских играх в Афинах. Главный тренер сборной Золтан Андьяль в предыдущих сезонах не задействовал Вайду на крупных регатах, и для большинства соперников его появление на Олимпиаде стало полной неожиданностью. В итоге спортсмен показал в одиночках на тысяче метров третий результат и получил награду бронзового достоинства, уступив лишь испанцу Давиду Калю и немцу Андреасу Диттмеру, но одолев при этом олимпийского чемпиона 1996 года Мартина Доктора из Чехии.
Тем не менее, постолимпийский сезон вышел для него не очень удачным, он набрал лишний вес и не смог попасть в число призёров на важнейших международных стартах. В 2006 году на домашнем чемпионате мира в Сегеде Вайда выиграл бронзовую медаль в гонке одиночных каноэ на 1000 метров. Год спустя в той же дисциплине стал чемпионом Европы на соревнованиях в испанской Понтеведре и чемпионом мира на соревнованиях в немецком Дуйсбурге.
Будучи одним из лидеров сборной, прошёл квалификацию на Олимпийские игры 2008 года в Пекин, где одолел на тысячеметровой дистанции всех своих соперников и завоевал тем самым золотую олимпийскую медаль — в ходе заезда у него на руке была повязана траурная повязка в память об умершем товарище по команде Дьёрде Колониче, и победу Вайда тоже посвятил Колоничу. Также участвовал в пятисотметровой программе, но в финале финишировал только девятым. На церемонии закрытия нёс знамя страны, впоследствии за своё выдающееся достижение был признан в Венгрии спортсменом года, награждён офицерским крестом ордена Заслуг Венгерской Республики.
В 2009 году на чемпионате Европы в немецком Бранденбурге Аттила Вайда взял золото в одиночной километровой дисциплине и бронзу в эстафете 4 ? 200 метров, тогда как на мировом первенстве в канадском Дартмуте был в эстафете серебряным призёром. В следующем сезоне на 1000 м получил серебряную медаль на чемпионате мира в польской Познани, ещё через год на домашнем первенстве мира в Сегеде во второй раз в карьере стал чемпионом мира, обойдя всех конкурентов на своей коронной километровой дистанции. Позже прошёл отбор на Олимпийские игры 2012 года в Лондон, хотя на сей раз попасть в призы не сумел: одиннадцатое место на дистанции двести метров и шестое на тысяче.
После трёх Олимпиад Вайда остался в основном составе венгерской национальной сборной и продолжил принимать участие в крупнейших международных регатах. Так, в 2013 году на чемпионате мира в Дуйсбурге он защитил чемпионское звание в одиночках на 1000 метрах и добавил в послужной список бронзу на 5000 метрах. В следующем сезоне пополнил медальную коллекцию серебром с чемпионата Европы в Германии, бронзой и серебром с мирового первенства в Москве: в одиночных каноэ на километре и пяти километрах соответственно.